# Charles-Amable Lenoir
Charles-Amable Lenoir (n. 22 octombrie 1860, Châtelaillon, Poitou-Charentes, Franța – d. 1 august 1926, Paris, Franța) a fost un pictor francez. La fel ca mentorul său, William-Adolphe Bouguereau, a fost un pictor academic și a pictat portrete realiste, precum și scene mitologice și religioase. Cariera sa artistică a fost atât de prestigioasă încât a câștigat de două ori Prix de Rome și a fost distins cu Legiunea de onoare.

## Biografie

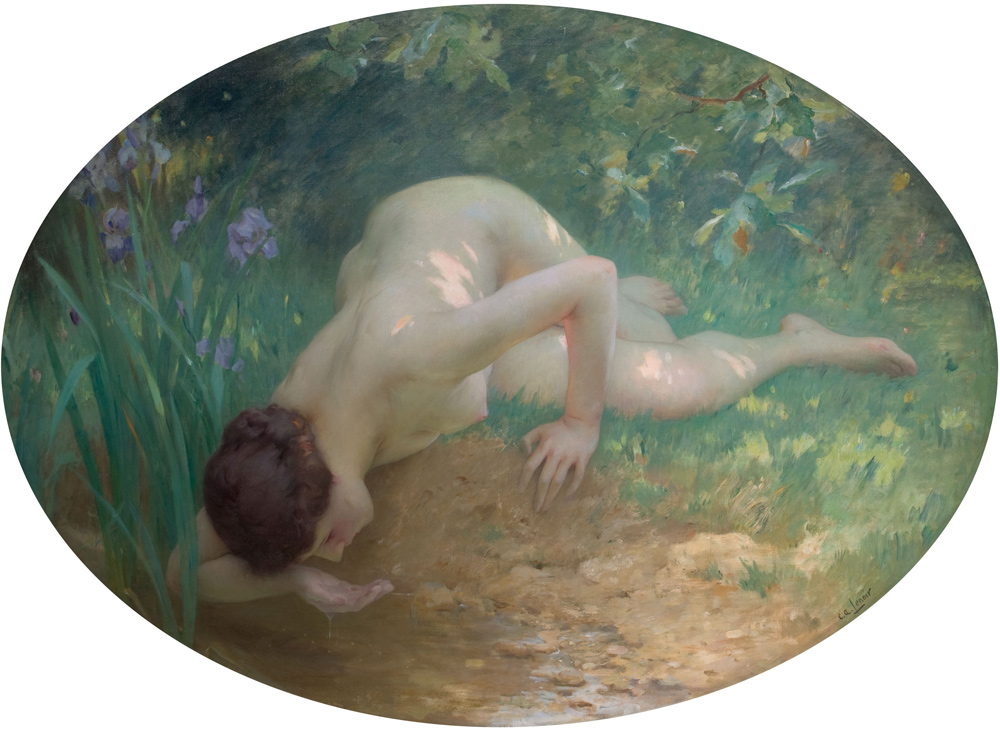
La Baigneuse

Lenoir s-a născut în Châtellaillon, un orășel aflat chiar lângă La Rochelle. Mama lui era croitoreasă, iar tatăl său vameș. Când era tânăr, tatăl său a fost trimis în altă parte și familia s-a mutat la Fouras. Nu a început în viață ca artist, ci și-a început studiile la un colegiu de profesori din La Rochelle. După absolvire, a lucrat ca profesor și supraveghetor la liceul din Rochefort.
În august 1883, a fost acceptat la École des Beaux-Arts din Paris. S-a alăturat, de asemenea, Académiei Julian, unde a fost elevul lui William-Adolphe Bouguereau și a lui Tony Robert-Fleury. Lenoir și-a făcut debutul artistic la Salonul⁠(d) din 1887 și a continuat să expună acolo până la moartea sa. A fost repede remarcat în lumea artei, iar în 1889 a câștigat al doilea Prix de Rome pentru pictura sa, Jésus et le paralytique (Iisus și omul paralizat), iar anul următor a câștigat primul Prix de Rome pentru Le Reniement. de Saint Pierre (Negarea Sf. Petru).
Premiile sale nu s-au oprit cu Prix de Rome; lucrările prezentate la Saloane au câștigat și ele premii și a primit o medalie clasa a treia în 1892 pentru Le Grenier a Vingt Ans și o medalie clasa a doua în 1896 pentru La Mort de Sappho (Moartea lui Sappho). În 1900, a câștigat o medalie de bronz la Expoziția Universală de la Paris pentru Le Calme (Calmul), un tablou al noii sale soții, Eugénie Lucchesi.
În semn de recunoaștere Lenoir a fost numit Chevalier de la Légion d'honneur în 1903. A păstrat o casă în Fouras și se întorcea în fiecare vară. A murit acolo și a fost înmormântat la 1 august 1926. Pentru a-l comemora, în 1937 a fost ridicat un monument care rămâne până în zilele noastre.

Charles-Amable Lenoir's paintings
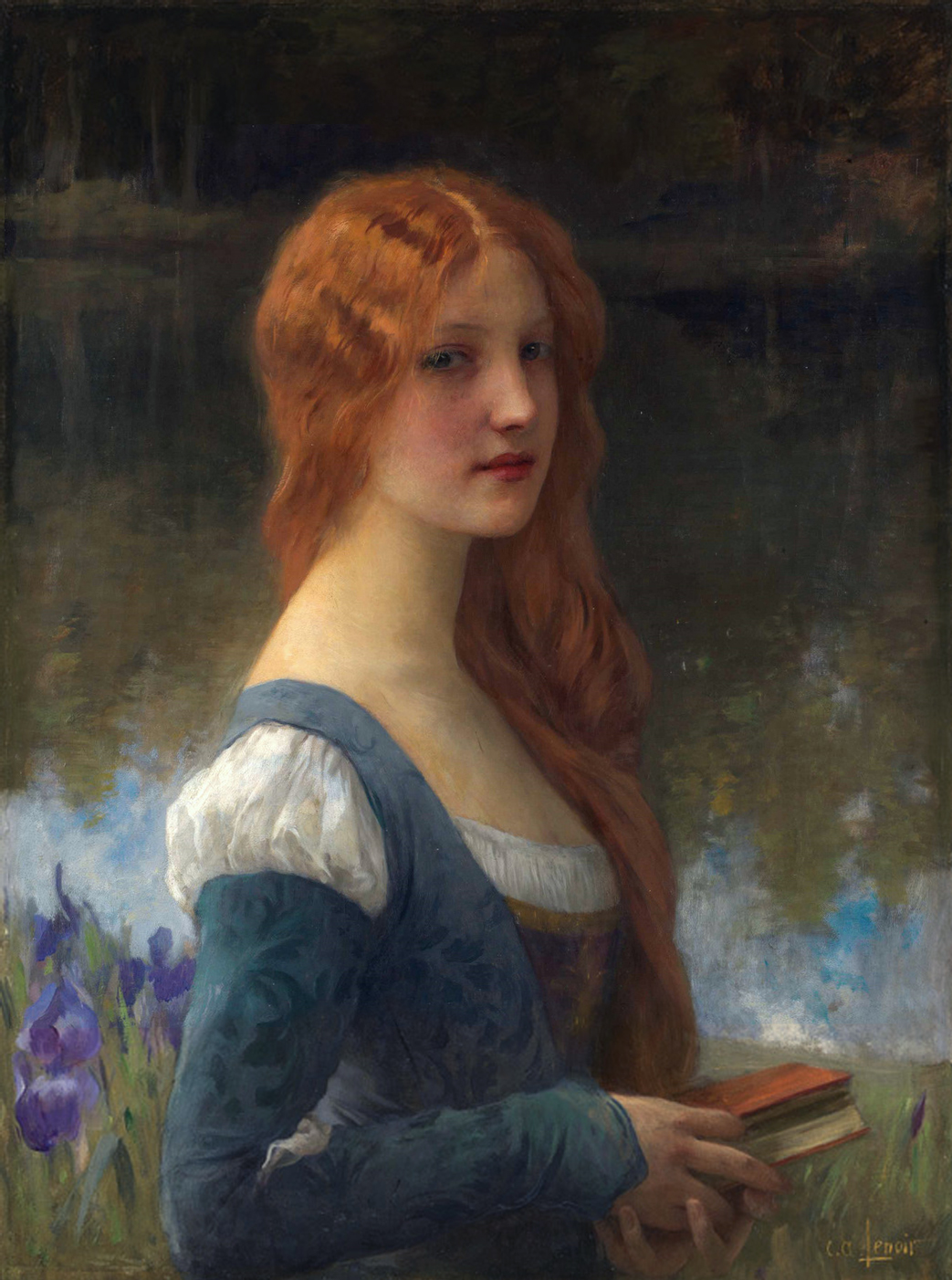
În căutarea timpului pierdut
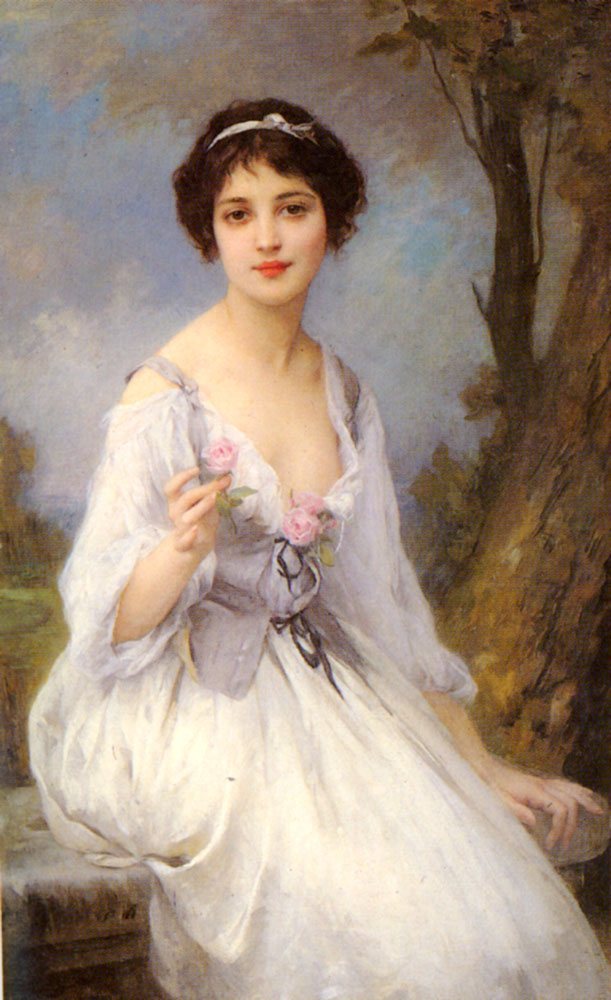
Trandafirul roz
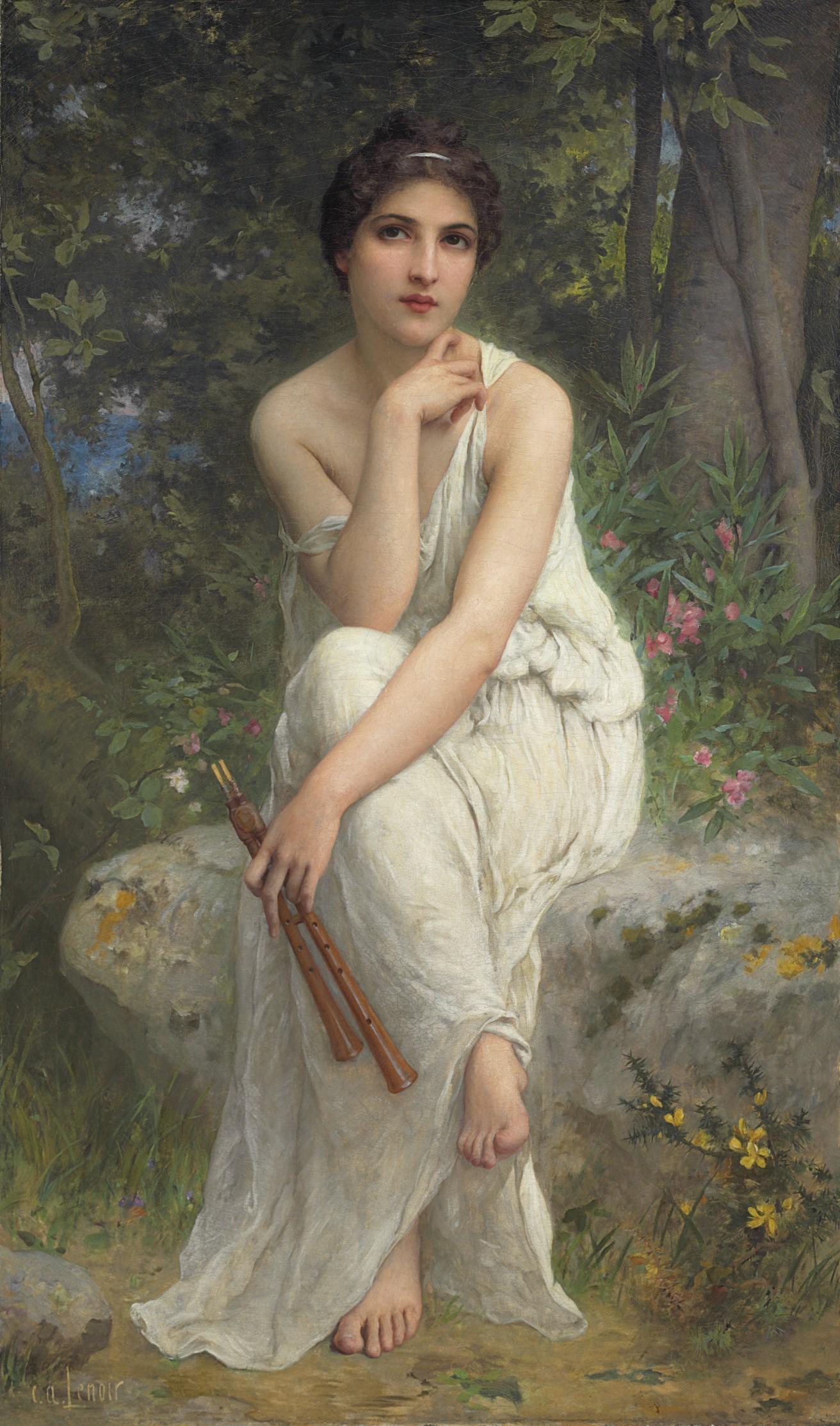
Flautista
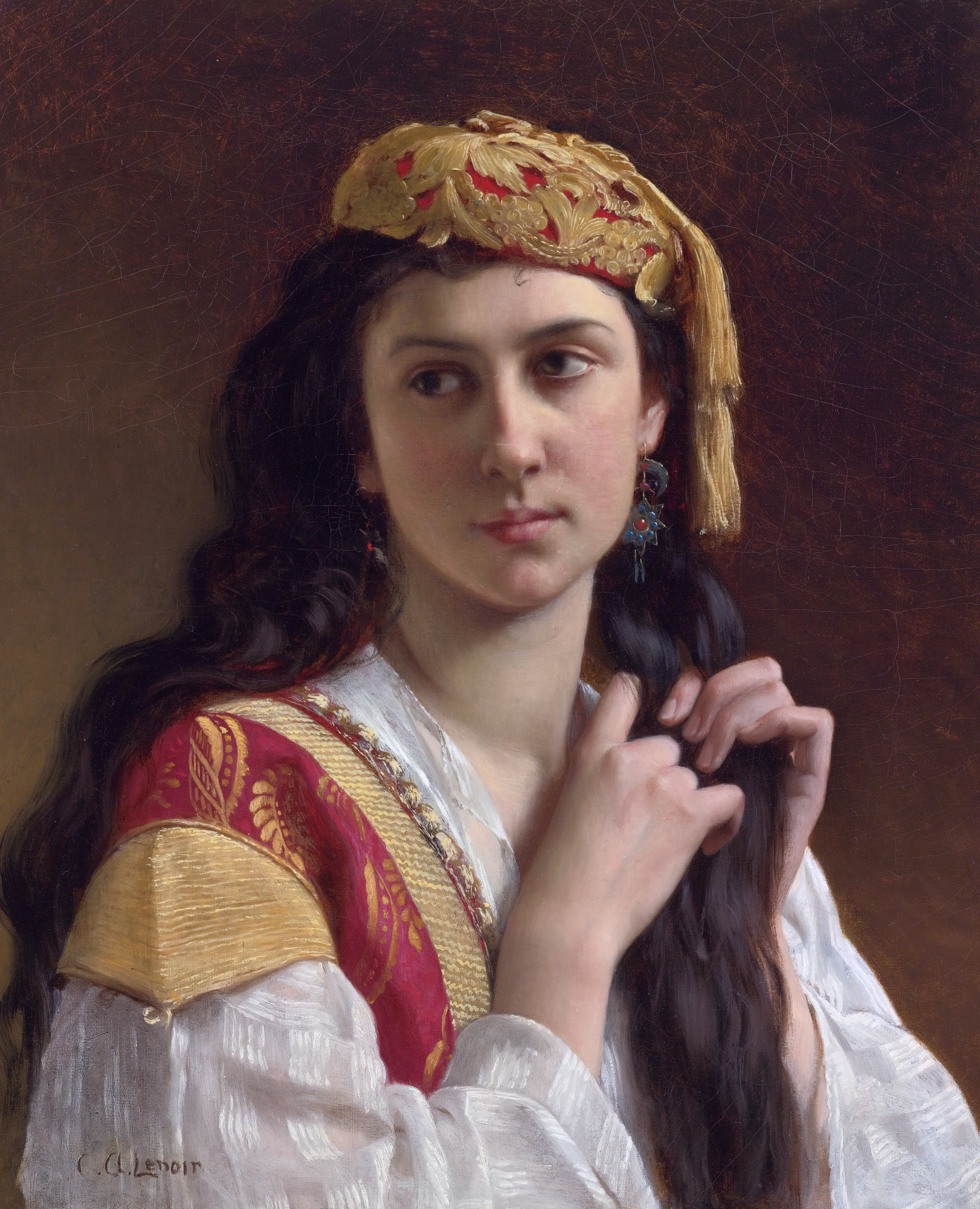
Visuri de zi
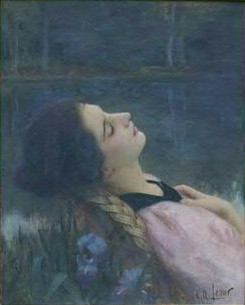
Le Calme, pe care l-a pictat folosind-o pe soția lui ca model.
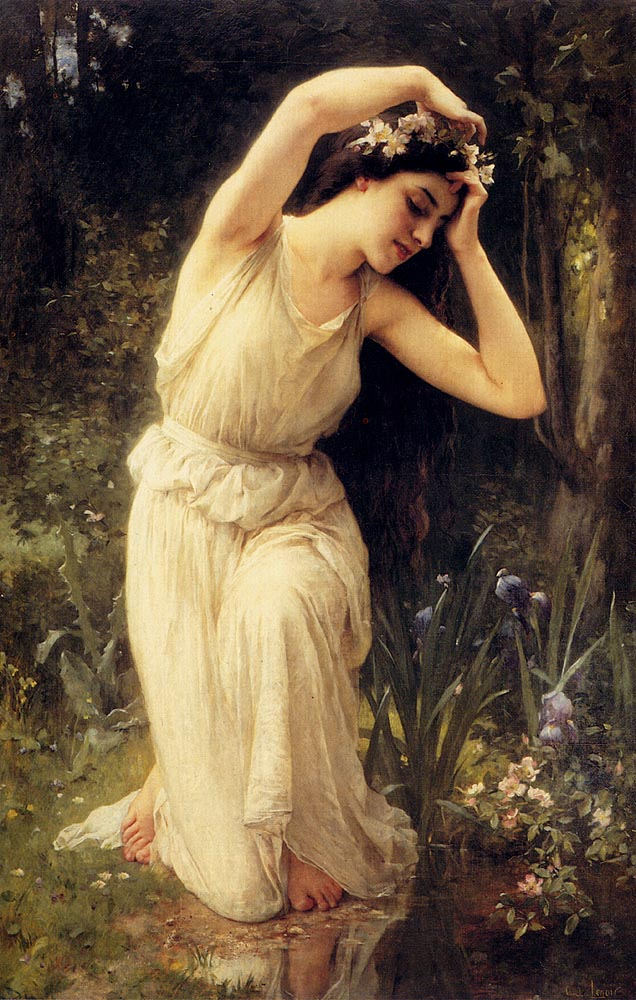
Nimfă în pădure
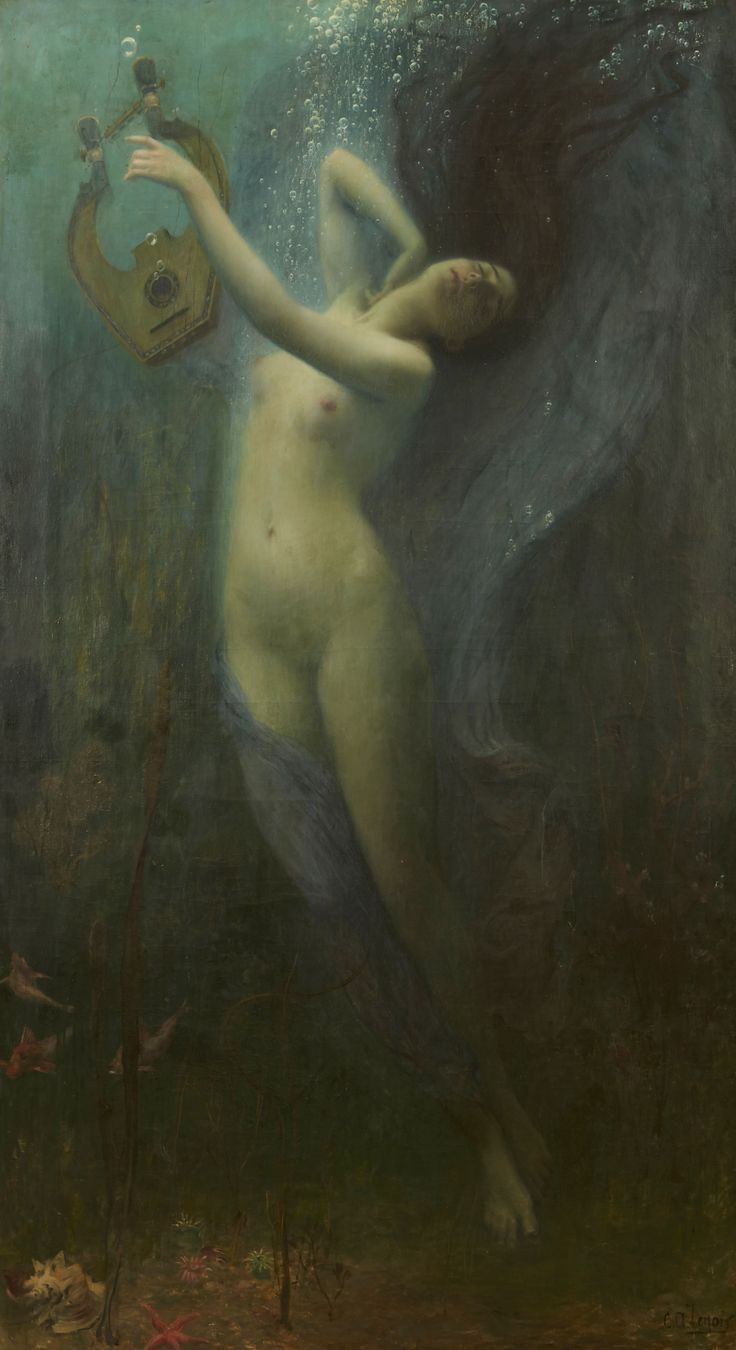
Moartea lui Sapho